# Jordan, Montana
Jordan är administrativ huvudort i Garfield County i Montana. Orten fick sitt namn efter postmästaren Arthur Jordan.